# Barna százlábú
A barna százlábú (Lithobius forficatus) a százlábúak (Chilopoda) osztályának Lithobiomorpha rendjébe, ezen belül a Lithobiidae családjába tartozó faj.

## Előfordulása
A barna százlábú Európában, Észak-Afrikában, valamint Észak-Amerikában és Dél-Amerikában honos.

## Megjelenése
A barna százlábú hossza 3 centiméter is lehet. A kifejlett állatnak 15 pár lába van. Lábai testének hátsó részén hosszabbak. A teljes testhossz eléréséig néhány alkalommal levedli a bőrét. Első pár lába hegyes, szúrós, kampó alakú szervvé alakult át, a végén méregmirigy található. A két utolsó lábát előrehaladáskor nem használja. Ha az állat elveszíti az egyik lábát, másik nő helyette. Az új láb minden vedlés során egy kicsit hosszabbra nő. Színezete, mint ahogy a neve is mutatja, barna.

## Életmódja
A barna százlábú éjjel mászik elő, és a nedves levelek alatt keres táplálékot. Reggel pedig gyorsan bebújik egy biztonságos sziklahasadékba. Tápláléka rovarok, férgek, meztelencsigák, olykor fajtársai is. Télen mélyen beássa magát a föld alá, nehogy megfagyjon.

## Szaporodása
A barna százlábú egyesével rakja le a petéit, majd magukra hagyja őket.

## Források

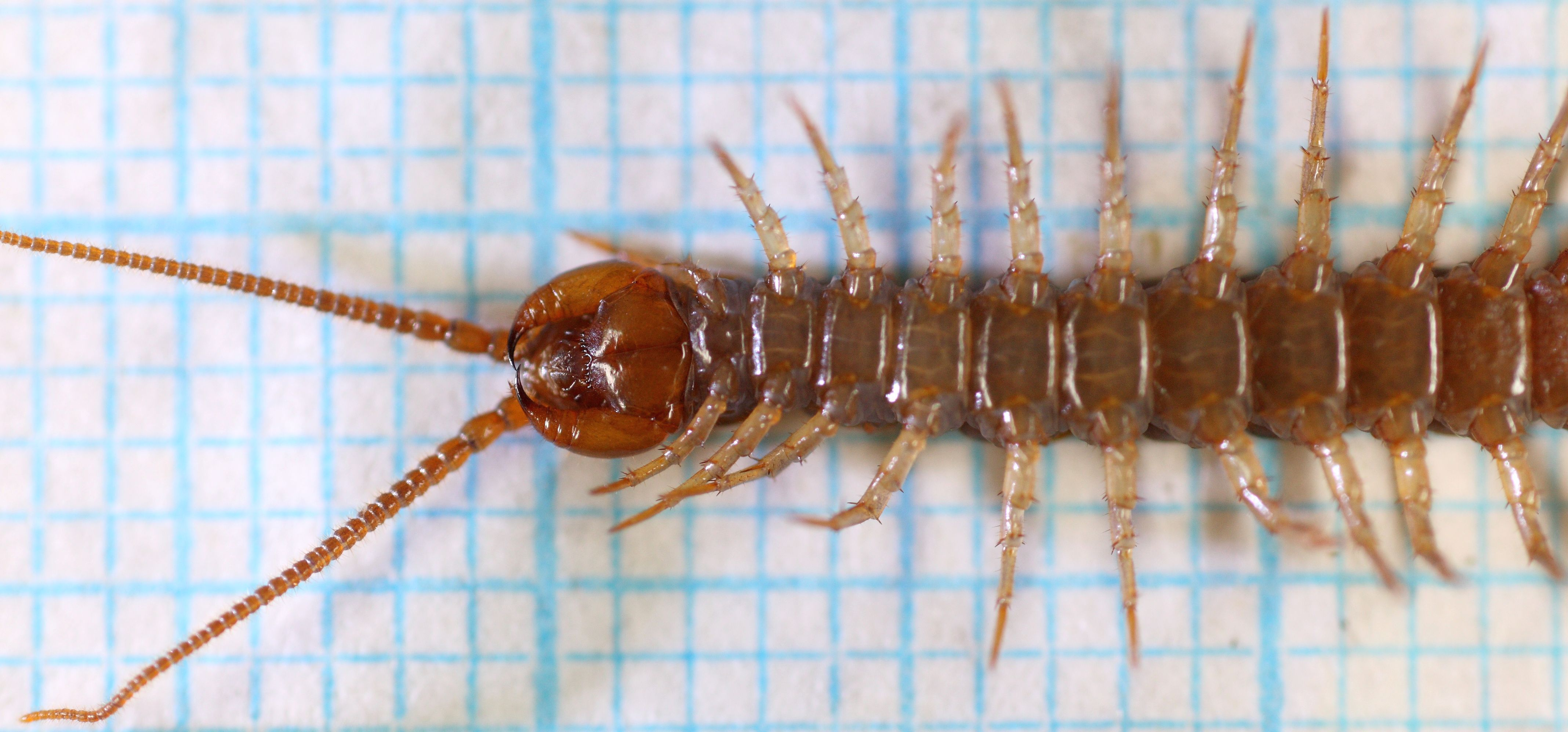
A százlábú alulról nézve